# Hofmark Atzing
Der abgegangene Sitz zu Atzing lag im gleichnamigen Ortsteil der niederbayerischen Gemeinde Gangkofen im Landkreis Rottal-Inn von Bayern.

## Geschichte
Ein Heinrich Atzinger wird um 1120 genannt. Ca. 1150 wird als ministerialis Salzpurgensis Heinricus de Aezingen erwähnt. Von 1177 stammt die Erwähnung des Luoitwin de Azingen aus dem Gericht Eggenfelden. Zu Gangkofen sind am 25. Januar 1310 Wolfher und Wolfgrein von Aezing und deren Bruder Eberlein von Winiching erwähnt. Ein Eberl von Atzing hat am 25. Januar 1311 Besitzungen in Chuemprechting erworben. Atzing und Malling bleiben bis 1602 im Besitz der Atzinger.
1602 erhalten Hedwig Hannin, die Witwe des Wilhelm Atzinger und in zweiter Ehe verheiratet mit Christoph Pelkofer, und deren Kinder aus erster Ehe Malling und Atzing. Nach dem Tod der Hedwig kommen beide Lehen 1621 an Rudolf und Christoph Atzinger. Vom 7. Mai 1729 stammt ein Lehensrevers, nach dem Maria Ephrosina, Tochter des Martin Isaac Atzinger und verwitwete Schneggin diese beiden Lehen erhält. Nach dem Tod des unverheiratet gebliebenen Anton Joseph Schnegg fallen die beiden Ritterlehen dem Kurfürstentum Bayern heim.
Von Kurfürst Maximilian III. Joseph wird Josef Ignaz von Erdt für seine Verdienste als Verwalter der Reichsherrschaften Haag und Illertissen 1763 mit beiden Sitzen belehnt. Allerdings wurde dabei übersehen, dass von einer Seitenlinie der Atzinger noch Erbansprüche bestanden. Die Kinder der Maria Charlotte Daddaz de Corsigne, Tochter des Franz Karl Nikolaus Freiherr von Atzing, waren nämlich nicht berücksichtigt worden. Deshalb werden der Heimfall von Atzing und Malling und die Investitur der Familie Erdt rückgängig gemacht und die Atzinger Enkel Josef, Cajetan und Antonia Daddaz de Corsigne in Atzing und Malling eingesetzt.
Weitere Besitzer sind ab 1789 der Freiherr Johann Gabriel von Buchstetten und ab 1796 Josef Maria Reichsfreiherr von Weichs. 1814 wurden diese Güter dann an den Grafen Portia veräußert. Das Portianische Patrimonialgericht Malling enthielt die Hofmarken Atzing, Malling und Schernegg. Dieses Patrimonialgericht wurde am 9. Januar 1844 aufgelöst.
Der Sitz Atzing gehört 1803 zum Gericht Eggenfelden, der zugehörige Steuerdistrikt war ab 1808/1810 Sallach. 1964 war Atzing eine eigenständige Gemeinde im Landkreis Eggenfelden. Am 1. Januar 1972 wurde auch die bis dahin selbständige Gemeinde nach Gangkofen eingegliedert.
Atzing wurde 1560 und 1737) als "Sitz und Sedelhof" bezeichnet, es muss also in diesem "kurfürstlichen Ritterlehen" einen Hofmarksitz gegeben haben. Auch 1803 wird noch ein "Sitz Atzing" im Gericht Eggenfelden genannt. Sitz und Sedelhof sind in den 1970er-Jahren zugunsten des Neubaus eines Bauernhofes (Atzing 1) abgerissen worden.